# الصوت اليهودي من أجل السلام العادل في الشرق الأوسط
الصوت اليهودي من أجل السلام العادل في الشرق الأوسط – EJJP ألمانيا، هي جمعية غير حكومية مقرها في برلين. هذه والجمعية عضو في اتحاد يهود أوروبيون من أجل سلام عادل، وتريد هذه االجمعية بالتعريف "بضرورة وإمكانية التوصل إلى سلام عادل بين فلسطين وإسرائيل". وتنظر الجمعية إلى الصهيونية على أنها "أيديولوجية عنصرية واستعمارية وعسكرية". وفقًا لتقرير عام 2024 الصادر عن المعهد الدولي للبحوث التعليمية والاجتماعية ومعاداة السامية (IIBSA)، هناك أدلة عديدة على أن الجمعية "تشوه صورة الدولة الإسرائيلية وتنزع عنها الشرعية على وجه الخصوص". عدد الأعضاء غير معروف.

## تاريخ
تأسست جمعية الصوت اليهودي من أجل السلام العادل في الشرق الأوسط في 9 نوفمبر 2003 على يد فاني ميكايلا رايسين وميكال كايزر ليفني وثمانية أشخاص آخرين. في 21 أكتوبر 2007، تم تسجيل المنظمة كجمعية بمشاركة إيفلين هيشت جالينسكي. اشتكت اليهودية الإسرائيلية ورئيسة الجمعية آنذاك إيريس هيفتس في صحيفة تاز عام 2009 من أن "معظم وسائل الإعلام في ألمانيا [...] تدعم الموقف الإسرائيلي في صراع الشرق الأوسط". بينما يتم تجاهل الأصوات الأخرى.